# Kenta Uchida
Kenta Uchida (født 2. oktober 1989) er en japansk fodboldspiller, som spiller for den japanske fodboldklub Ventforet Kofu.